# 批处理任务
，是指在计算机上无须人工干预而执行系列程序的作业。
批处理任务无须人工交互，所有的输入数据预先设置于程序或命令行参数中。这是不同于需要用户输入数据的交互程序的概念。

## 優點
批处理有如下優點：
- 允许多用户共享计算机资源
- 可以把作业处理转移到计算机资源不太繁忙的时段
- 避免计算资源闲置，而且无须时刻有人工监视和干预
- 在昂贵的高端计算机上，使昂贵的资源保持高使用率，以减低平均开销

## 歷史
在历史上，批处理广泛使用于大型计算机。由于这种级别的计算机非常昂贵且操作十分複雜，運行程序需要專門的操作員處理。在大量用戶時，用戶需要把程序交給操作員，來日再去取結果。另外一个原因是，在早期的电子计算机上，终端设备界面（以后发展到图形用户界面）的交互程序尚未推广。
批处理的发展远胜当初的大型电脑上的应用，现在也常用于UNIX环境，用CRON和at机制来安排复杂的工作程序。微软的DOS和Windows系统也有类似的命令描述语言，称为批处理文件。

## 例子
- 批次處理是相對於實時處理，在公共交通中，公共小巴時常都是用批次處理的方法運輸乘客的。
- 辦公室內的雷射打印機，也是以批次處理的方法，應付多於一個客端用戶的打印指令，避免打印輸出混亂。